# Compagnie des Chemins de fer du Midi

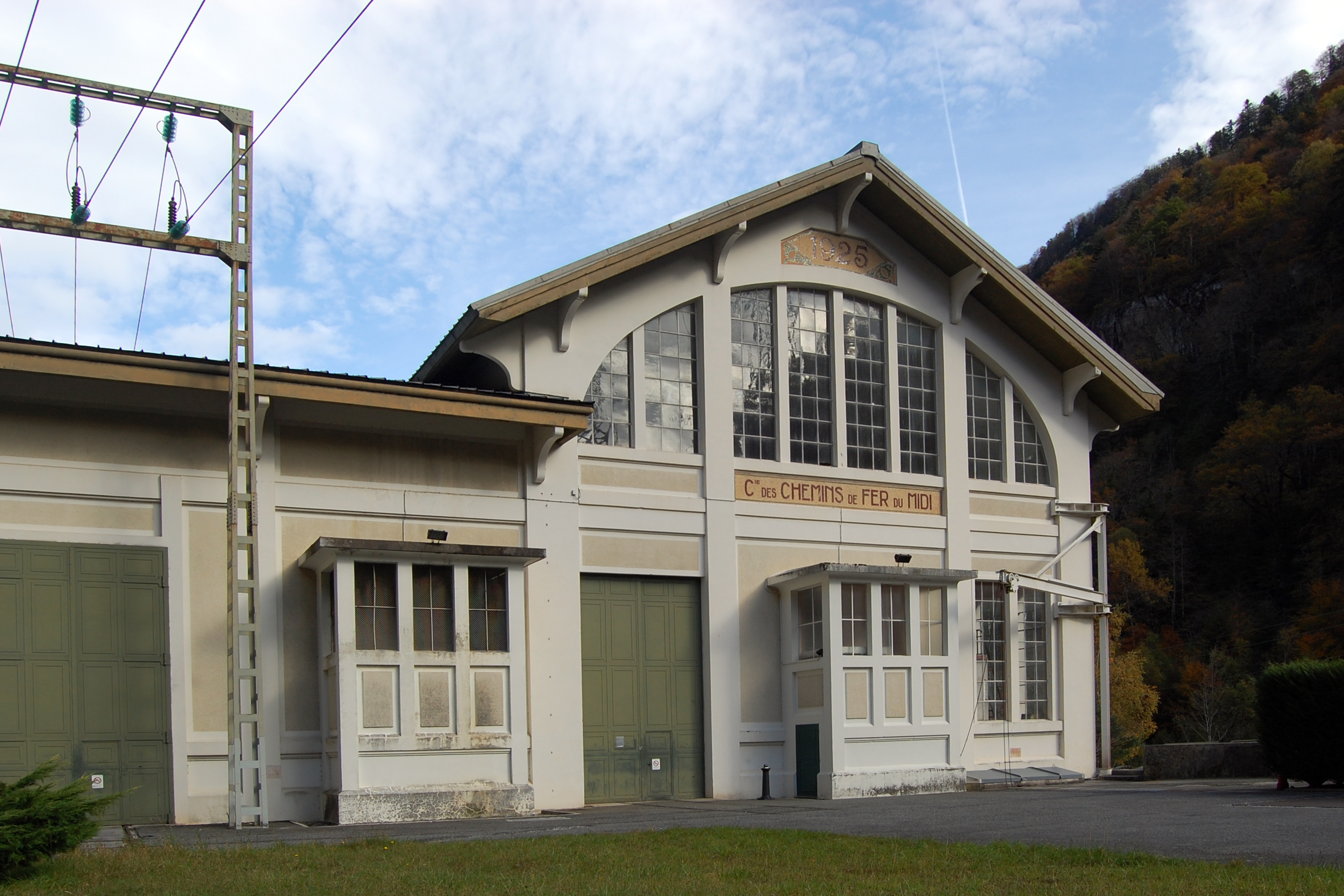
Compagnie des Chemins de fer du Midi elektriciteitscentrale nabij Artouste.

De Compagnie des chemins de fer du Midi et du Canal latéral à la Garonne, vaak afgekort tot Compagnie des Chemins de fer du Midi of CF du Midi, was een vroegere private Franse spoorwegonderneming, opgericht in 1852.
In 1856 voltooide de Chemin de Fer du Midi de spoorlijn van Bordeaux naar Toulouse. In 1857 werd deze lijn verlengd van Toulouse via Narbonne naar Sète. Hiermee ging het de concurrentie aan met het Canal du Midi tot op 28 mei 1858 het Canal du Midi verpacht werd aan de onderneming.
Tussen 1932 en 1935 werd ook de Marègesdam door de spoorwegonderneming gebouwd.
In 1934 werd het netwerk van de onderneming samengevoegd met het netwerk van de Compagnie du chemin de fer de Paris à Orléans om onder beide moedermaatschappijen  bestuurd, een gemeenschappelijke uitbating te verzorgen middels de Chemin de Fer de Paris à Orléans et du Midi (PO Midi). Op 1 januari 1938 gingen de spoorwegactiviteiten van beide maatschappijen, en hun gemeenschappelijke werkstructuur op in de genationaliseerde Societe Nationale des Chemins de fer Francais.